# Игор Матановић
Игор Матановић (Хамбург, 31. март 2003) је хрватски фудбалер који тренутно наступа за Ајнтрахт из Франкфурта. Игра на позицији нападача.
Матановић је пореклом из Босне и Херцеговине, отац је родом из Котор Вароши а мајка из Дервенте. 